# سد التو راباگائو
سد آلتو راباگائو (به پرتغالی: Barragem do Alto Rabagão) یک سد خاکی و نیروگاه برقابی در پرتغال است که در منطقه ویلا ریل واقع شده‌است.